# Fru Elisabeths promenad

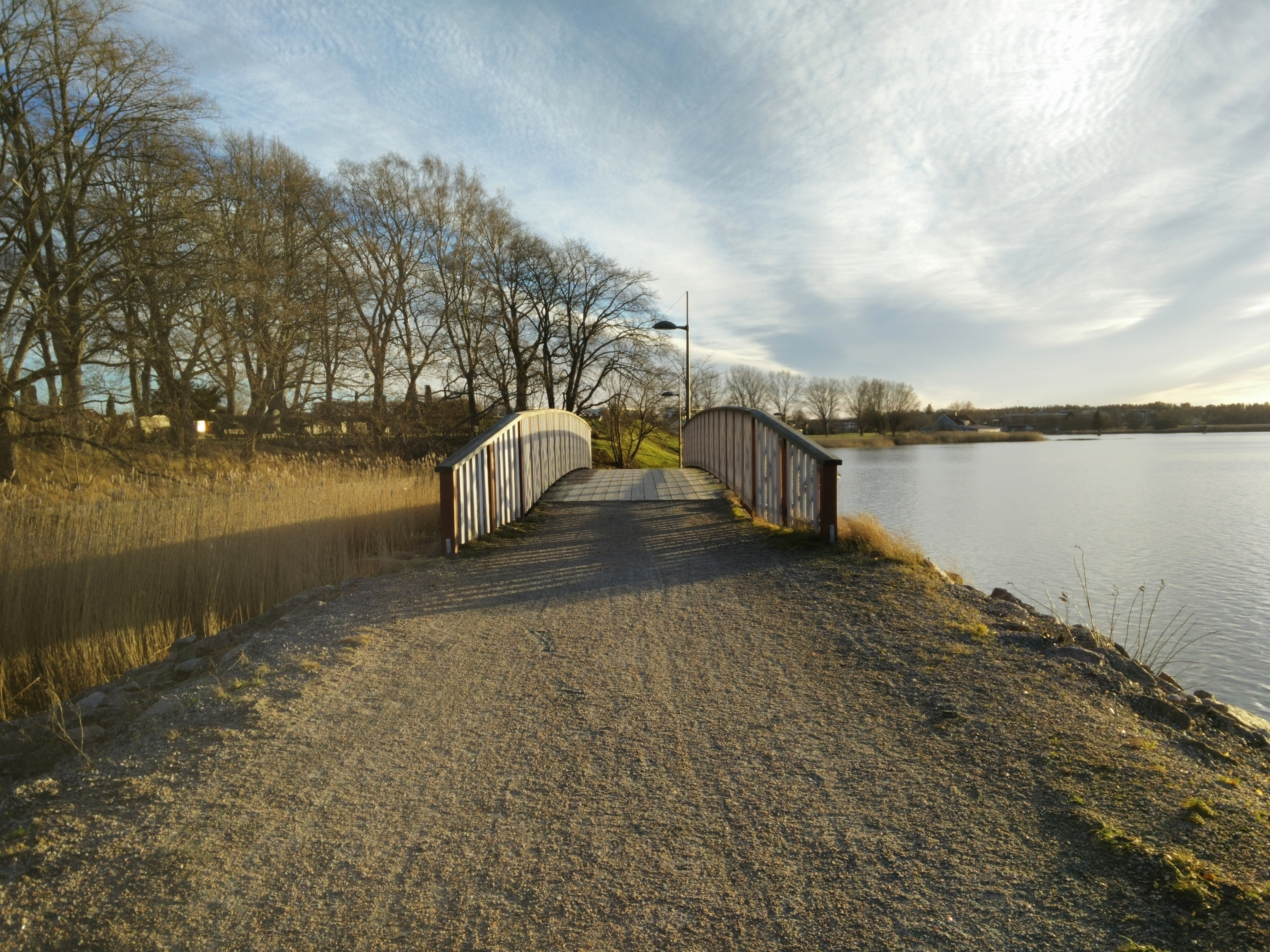
Bro på Fru Elisabeths promenad.

Fru Elisabeths promenad är en strandpromenad i Vänersborg. Den går längs Vassbotten mellan Gropbron och Vänerparken och sväger upp förbi Strandkyrkogården mot Vänerskolan. Strandpromenaden är döpt efter  Elisabeth Anrep-Nordin. Strandpromenaden anlades i mitten av 00-talet.